# Гро-Шастан
Гро-Шаста́н (фр. Gros-Chastang, окс. Gròs Chastanh) — коммуна во Франции, находится в регионе Лимузен. Департамент — Коррез. Входит в состав кантона Ла-Рош-Канийак. Округ коммуны — Тюль.
Код INSEE коммуны — 19089.
Коммуна расположена приблизительно в 410 км к югу от Парижа, в 95 км юго-восточнее Лиможа, в 19 км к востоку от Тюля.

## Население
Население коммуны на 2008 год составляло 171 человек.
| 1962 | 1968 | 1975 | 1982 | 1990 | 1999 | 2008 |
| ---- | ---- | ---- | ---- | ---- | ---- | ---- |
| 150  | 210  | 193  | 166  | 177  | 176  | 171  |

## Администрация
| Период | Период | Фамилия            | Партия                              | Примечания |
| ------ | ------ | ------------------ | ----------------------------------- | ---------- |
|        | 1995   | Луи Фрейс          | Французская коммунистическая партия |            |
| 1995   | 2008   | Анри Лашо          | Французская коммунистическая партия |            |
| 2008   |        | Кристьян Мадельрьё |                                     |            |

## Экономика

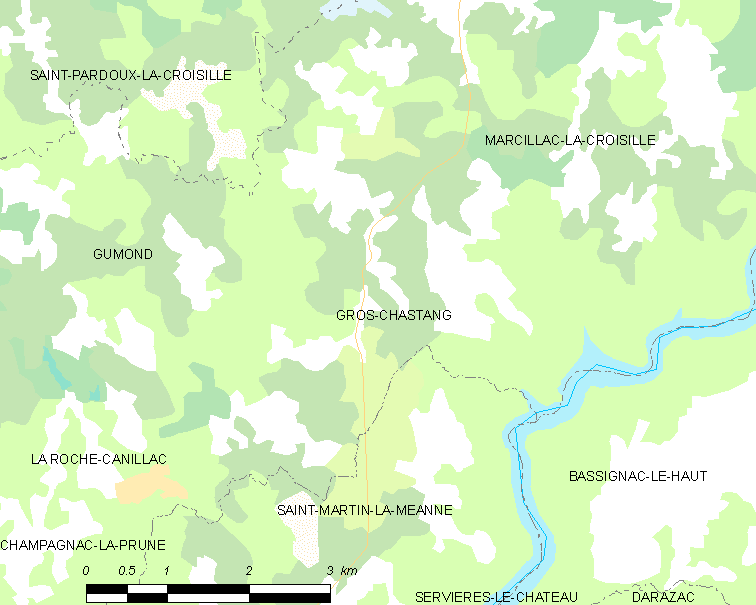
Карта коммуны

В 2007 году среди 88 человек в трудоспособном возрасте (15-64 лет) 47 были экономически активными, 41 — неактивными (показатель активности — 53,4 %, в 1999 году было 53,6 %). Из 47 активных работали 41 человек (21 мужчина и 20 женщин), безработных было 6 (2 мужчин и 4 женщины). Среди 41 неактивных 3 человека были учениками или студентами, 25 — пенсионерами, 13 были неактивными по другим причинам.